# Bjärred
Bjärred ist eine Ortschaft (tätort) in der schwedischen Provinz Skåne län und der historischen Provinz Schonen.

## Etymologie
Der Name des in der Gemeinde Lomma gelegenen Ortes ist schriftlich im Jahr 1813 zum ersten Mal als Bjered belegt. Der heutige Ortsname besteht aus der bestimmten schonischen Form bjär (deutsch: Berg) und bezieht sich auf eine Anhöhe im südlichen Teil der Ortschaft (Gamla Bjärred).

## Geschichte

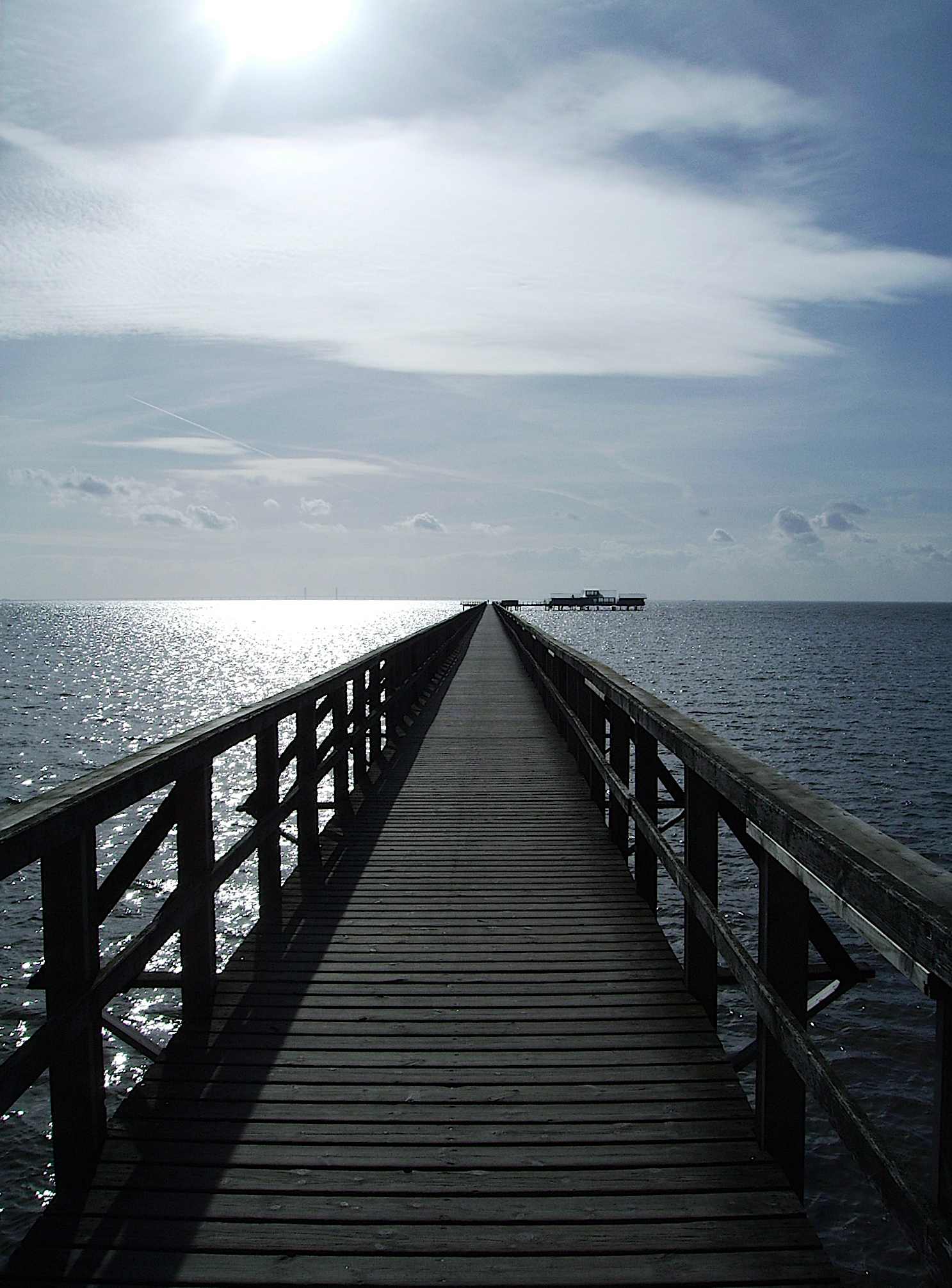
Långa Bryggan in Bjärred

Die Siedlung entstand zum Ende des 19. Jahrhunderts als Badeort für Lund. Früher gab es im Ort größere Apfelplantagen, doch heute ist diese Fläche bebaut. 1899 begann man mit dem Bau einer elf Kilometer langen Eisenbahnlinie nach Lund. Die Strecke sollte von Beginn an elektrifiziert werden, doch da man mit dieser neuen Technik noch nicht recht vertraut war, entschloss man sich vorerst für eine traditionelle Bauart. So verkehrte die Bahn nach der Eröffnung am 27. Juni 1901 bis zur Elektrifizierung von 1916 mit Dampflokomotiven. Da sich herausstellte, dass die Strecke keinen Gewinn einbrachte, wurde die Bahn 1939 stillgelegt und das Gleis ein Jahr später abgebaut. Heute existiert nur noch das ehemalige Bahnhofsgebäude, in dem nun ein Café und ein Jugendzentrum untergebracht sind.

## Fußball-WM 1958
Im Ortsteil Bjärreds Saltsjöbad befand sich in einem abgelegenen kleinen Familienhotel die Unterkunft der deutschen Mannschaft zur Fußball-Weltmeisterschaft 1958.

## Sehenswürdigkeiten
Vom Strand des Ortes ragt ein 500 Meter langer Badesteg (Långa Bryggan) in den Öresund. Auf ihm wurde 2003 ein Badehaus und Restaurant errichtet. Bekannt ist die Siedlung auch für die gute Aussicht nach Malmö, auf die Öresundbrücke und nach Dänemark.

## Söhne und Töchter des Ortes
- Andreas Johnson (* 1970), Sänger
- Patrik "Bjärred" Andersson (* 1971), Fußballspieler
- Marcus Olsson (* 1972), Film- und Theaterregisseur, Filmproduzent und Drehbuchautor
- Daniel Andersson (* 1977), Fußballspieler